# Коломбаро (Бреша)
Коломбаро је насеље у Италији у округу Бреша, региону Ломбардија.
Према процени из 2011. у насељу је живело 46 становника. Насеље се налази на надморској висини од 277 м.